# اگنشتدت
اگنشتدت (به آلمانی: Eggenstedt) یک منطقهٔ مسکونی در آلمان است که در وانزلبن-وورده واقع شده‌است. اگنشتدت ۲۸۲ نفر جمعیت دارد.